# Liste der Kulturgüter in Habsburg
Die Liste der Kulturgüter in Habsburg enthält alle Objekte in der Gemeinde Habsburg im Kanton Aargau, die gemäss der Haager Konvention zum Schutz von Kulturgut bei bewaffneten Konflikten, dem Bundesgesetz vom 20. Juni 2014 über den Schutz der Kulturgüter bei bewaffneten Konflikten sowie der Verordnung vom 29. Oktober 2014 über den Schutz der Kulturgüter bei bewaffneten Konflikten unter Schutz stehen.
Objekte der Kategorie A und B sind vollständig in der Liste enthalten, Objekte der Kategorie C fehlen zurzeit (Stand: 1. Januar 2023).

## Kulturgüter
| Foto |                                                          | Objekt                                        | Kat. | Typ | Standort                        | Beschreibung |
| ---- | -------------------------------------------------------- | --------------------------------------------- | ---- | --- | ------------------------------- | --- |
| ja   | Datei hochladen · Wikidata zu Schloss Habsburg (Q317096) | Schloss Habsburg und Burgruine KGS-Nr.: 00117 | A    | G   | Schlossgasse 30 655951 / 257129 | |
| BW   | Datei hochladen · Wikidata zu Wülpelsberg (Q115682023)   | Wülpelsberg KGS-Nr.: 01266                    | B    | F   | Schlossgasse 655944 / 257125    | Mutmassliche eisenzeitliche Siedlungsstelle, mutmasslicher römischer Wachtturm und mittelalterliche Doppelburganlage. |